# UFC 253
UFC 253: Adesanya vs. Costa（ユーエフシー・ツーフィフティスリー：アデサンヤ・バーサス・コスタ）は、アメリカ合衆国の総合格闘技団体「UFC」の大会の一つ。2020年9月27日、アブダビ・ヤス島のファイトアイランド内フラッシュ・フォーラムで開催された。

## 大会概要
本大会では、王者イスラエル・アデサンヤと挑戦者パウロ・コスタによるUFC世界ミドル級タイトルマッチ、ドミニク・レイエスとヤン・ブラホヴィッチによるUFC世界ライトヘビー級王座決定戦が組まれた。

## 試合結果

### アーリープレリム
第1試合 ライトヘビー級 5分3R
○  ダニーロ・マルケス vs.  カディ・イブラギモフ ×
3R終了 判定3-0（29-28、29-28、30-27）
第2試合 ヘビー級 5分3R
○  フアン・エスピーノ vs.  ジェフ・ヒューズ ×
1R 3:48 袈裟固め

### プレリミナリーガード
第3試合 ライトヘビー級 5分3R
○  ウィリアム・ナイト vs.  アレクサ・カムール ×
3R終了 判定3-0（29-28、30-27、30-27）
第4試合 150ポンド契約 5分3R
○  ルドビト・クライン vs.  シェーン・ヤング ×
1R 1:16 KO（左ハイキック→パウンド）
※クラインの体重超過によりフェザー級から変更
第5試合 ウェルター級 5分3R
○  ジェイク・マシューズ vs.  ディエゴ・サンチェス ×
3R終了 判定3-0（30-26、30-26、30-26）
第6試合 ライト級 5分3R
○  ブラッド・リデル vs.  アレックス・ダ・シウバ ×
3R終了 判定3-0（29-28、29-28、29-28）

### メインカード
第7試合 150ポンド契約 5分3R
○  ハキーム・ダオドゥ vs.  ズバイラ・ツフゴフ ×
3R終了 判定2-1（28-29、30-27、29-28）
※ツフゴフの体重超過によりフェザー級から変更
第8試合 女子バンタム級 5分3R
○  ケトレン・ヴィエラ vs.  シジャラ・ユーバンクス ×
3R終了 判定3-0（29-28、29-28、29-28）
第9試合 フライ級 5分3R
○  ブランドン・ロイバル vs.  カイ・カラ＝フランス ×
2R 0:48 ギロチンチョーク
第10試合 UFC世界ライトヘビー級王座決定戦 5分5R
○  ヤン・ブラホヴィッチ vs.  ドミニク・レイエス ×
2R 4:36 TKO（左フック→パウンド）
※ブラホヴィッチが王座獲得に成功。
第11試合 UFC世界ミドル級タイトルマッチ 5分5R
○  イスラエル・アデサンヤ vs.  パウロ・コスタ ×
2R 3:59 TKO（左フック→パウンド）
※アデサンヤが2度目の王座防衛に成功。

### 各賞
ファイト・オブ・ザ・ナイト：ブランドン・ロイバル vs. カイ・カラ＝フランス
パフォーマンス・オブ・ザ・ナイト：イスラエル・アデサンヤ、ヤン・ブラホヴィッチ
各選手にはボーナスとして5万ドルが授与された。

### カード変更
負傷などによるカードの変更は以下の通り。